# سفارة هولندا لدى السعودية
سفارة هولندا لدى السعودية هي الممثلية الدبلوماسية العليا لهولندا لدى المملكة العربية السعودية. تقع السفارة في حي السفارات في الرياض.